# Mario Capecchi
Pour les articles homonymes, voir Capecchi.
Mario Capecchi (né le 6 octobre 1937 à Vérone, Italie) est un généticien italien naturalisé américain. Professeur distingué de génétique humaine et biologie à l'École de médecine de l'université de l'Utah, il est colauréat avec Martin Evans (Grande-Bretagne) et Oliver Smithies (États-Unis) en 2007 du prix Nobel de physiologie ou médecine pour ses recherches portant sur les modifications génétiques de souris à l'aide de cellules souches embryonnaires.

## Jeunesse et études
Mario Renato Capecchi est le fils d'un père, pilote de chasse, qui meurt durant la Seconde Guerre mondiale. Sa mère, fille d'une femme peintre américaine et d'un archéologue allemand, est arrêtée par les SS en 1941 et déportée à Dachau en tant que prisonnière politique. Âgé de trois ans et demi, Capecchi est confié par sa mère à une famille de paysans qui le chassent au bout d'une année. Il erre sur les routes entre Bolzano et Vérone avec une bande d'enfants qui, comme lui, n'ont plus de parents et trouvent de quoi manger en volant tout en descendant vers le sud. Sa mère le retrouve en 1945 dans un hôpital de Reggio d'Émilie atteint du typhus alors qu'il vient d'avoir 8 ans. Ils émigrent tous deux pour les États-Unis en 1946 où ils sont accueillis à Philadelphie par Henry, un frère de sa mère. Installé à Princeton, celui-ci enseignait à la faculté de physique. À peine arrivé, Capecchi entre en classe élémentaire où il éprouve de grandes difficultés, sachant à peine lire.
À l'université, Capecchi suit d'abord des cours de science politique avant de s'orienter vers la biologie moléculaire. Il obtient un Bachelor of Science en chimie et physique au Antioch College (Ohio) en 1961 et un Ph.D. en biophysique à l'université Harvard en 1967 sous la tutelle de James Watson.

## Carrière universitaire

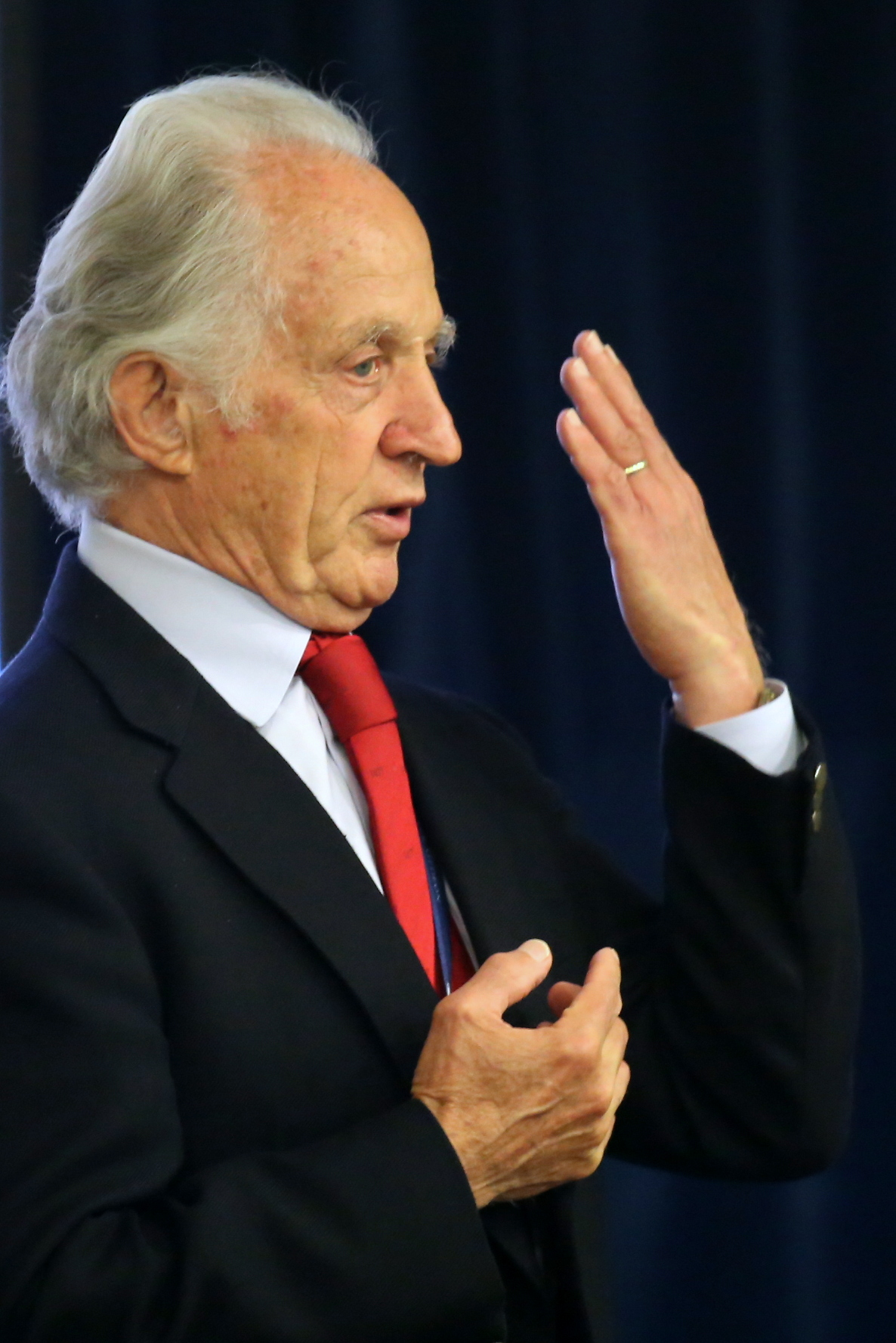
Mario Capecchi, 2013

Entre 1967 et 1969, Mario Capecchi est Junior Fellow de la Harvard Society of Fellows, puis il devient professeur assistant dans le département de biochimie de l'école de médecine de Harvard. Il est promu professeur associé en 1971 et rejoint la faculté de médecine de l'université de l'Utah en 1973 en tant que professeur de biologie. Depuis 1998, il est également chercheur au Howard Hughes Medical Institute ainsi que professeur de génétique humaine à l'école de médecine de l'université d'Utah. Depuis 1993, il est professeur distingué de génétique humaine et biologie. Il est également codirecteur du département de génétique humaine.